# 次良丸忍
次良丸 忍（じろまる しのぶ、本名同じ、男性、1963年 - ）は、日本の小説家、児童文学作家。
日本児童文学者協会事務局長（2016年4月 - 2024年3月）。TENの会同人、え！ほん党同人。

## 略歴
岐阜県大垣市出身。名城大学法学部卒。宮沢賢治に心酔し、大学在学中より小説を書き始める。
1990年4月より日本児童文学者協会事務局に勤務、2016年4月より2024年3月まで同事務局長。
1995年「銀色の日々」で第14回新美南吉児童文学賞を受賞。
埼玉県上尾市在住で二児の父でもある。

## 作品
- 『銀色の日々』（小峰書店） 1995年 ISBN 4338107065
- 『大空のきず』（小峰書店） 1999年 ISBN 4338107170
- 『全自動せんたく機せんたくん』（小峰書店） 2001年 ISBN 4338170107
- 『ファンタジーの宝石箱 vol.3』（ぜんにち出版） 2004年 ISBN 9784861360381
- 『世界一、きみが好き』（岩崎書店） 2006年 ISBN 9784265045563
- 『きっと、物語はよりそう』（偕成社） 2020年 ISBN 9784035398301 - 短編が収録されている。
- 『ちょいこわ ちょびっとこわーいはなし 6 ゴミの人』（岩崎書店） 2020年 ISBN 9784265049462
- 『ばーちゃる』（金の星社） 2022年 ISBN 9784323063386
- 『Ultramarine ぼくらの種』（国土社） 2023年 ISBN 9784337041066

### 「れっつ!」シリーズ
- 『れっつ! スイミング』（金の星社） 2008年 ISBN 9784323071305
- 『れっつ! ランニング』（金の星社） 2010年 ISBN 9784323071763
- 『れっつ! シュート!!』（金の星社） 2013年  ISBN 9784323072593

### 「虹色ティアラ」シリーズ
- 『伝説のエンゼル・ストーン』（金の星社） 2011年 ISBN 9784323090801
- 『恋のサンダー・ストーム』（金の星社） 2011年 ISBN 9784323090849
- 『月夜のあぶないセレモニー』（金の星社） 2012年 ISBN 9784323090870
- 『妖魔のファッションショー』（金の星社） 2012年 ISBN 9784323090900
- 『秘密のマリオネット』（金の星社） 2013年 ISBN 9784323090931
- 『最後のドレス・チェンジ』（金の星社） 2013年 ISBN 9784323090962

### 「おねがい恋神さま」シリーズ
- 『運命の人はだれ!?』（金の星社） 2014年 ISBN 9784323090993
- 『御曹司と急接近!』（金の星社） 2014年 ISBN 9784323091020
- 『裏女子会のスパイ!?』（金の星社） 2015年 ISBN 9784323060538
- 『オーディションでライバル対決』（金の星社） 2016年 ISBN 9784323060545
- 『運命の人はアイツ!?』（金の星社） 2016年 ISBN 9784323060552

### 「グルメ小学生」シリーズ
- 『パパのファミレスを救え!』（金の星社） 2018年 ISBN 9784323060569
- 『探せ! 黄金のカレーライス』（金の星社） 2019年 ISBN 9784323060576
- 『恋の羽根つきギョーザ』（金の星社） 2020年 ISBN 9784323060583